# Psy (film)
Pour les articles homonymes, voir Psy.
Pour plus de détails, voir Fiche technique et Distribution.
Psy est un film français de Philippe de Broca sorti en 1981. Le scénario, signé Gérard Lauzier, est l'adaptation d'une BD du même auteur. La musique est composée par Mort Shuman.

## Synopsis
Ce film dépeint de façon humoristique les stages de développement personnel. Tous les stéréotypes de personnages censés fréquenter ce type de séminaires y sont présents (homme seul, jeune femme complexée, couple à la dérive, etc.).
Ce cadre sert de toile de fond à une intrigue sentimentale mettant en scène le psychologue Marc, Colette, son actuelle conjointe, et Marlène, son ancien grand amour, en fuite avec Bob, ex soixante-huitard devenu braqueur.

## Fiche technique
- Titre original : Psy
- Réalisation : Philippe de Broca, assisté de Denys Granier-Deferre
- Scénario : Gérard Lauzier
- Décors : Éric Moulard
- Costumes : Catherine Leterrier
- Photographie : Jean-Paul Schwartz
- Son : Jean Labussière
- Montage : Françoise Javet
- Musique : Mort Shuman
- Production : Georges Dancigers, Alexandre Mnouchkine
- Production exécutive : Jean Nachbaur
- Société de production : Les Films Ariane, Antenne 2
- Société de distribution : Compagnie Commerciale Française Cinématographique
- Pays d'origine :  France
- Langue originale : français
- Format : couleur — 35 mm — son Mono
- Genre : comédie
- Durée : 90 minutes
- Date de sortie :
  - France : 4 février 1981
- Affiche : René Ferracci (France)

## Distribution
- Patrick Dewaere : Marc
- Anny Duperey : Colette
- Jean-François Stévenin : Jo
- Catherine Frot : Babette
- Michel Creton : Bob
- Jennifer Lanvin : Marlène
- Aline Bertrand : Suzanne, la gouvernante
- Jean-Pierre Darroussin : Jacques
- Michel Muller : Félix
- Charlotte Maury  : Sybille
- Dominique Besnehard : Michel
- Max Vialle : Jérôme